# Flying Tiger Line
Flying Tiger Line (ab Oktober 1980 im Außenauftritt zeitweise firmierend als Flying Tigers) war eine US-amerikanische Frachtfluggesellschaft. Sie war zeitweise auch im Passagierverkehr im Charterbetrieb tätig. Gegründet wurde sie ursprünglich unter dem Namen National Skyways Freight Corporation am 25. Juni 1945. Im Jahr 1946 wurde die Gesellschaft in Flying Tiger Line umbenannt, da viele ehemalige Piloten der American Volunteer Group (auch genannt Flying Tigers) zur Gesellschaft stießen. Ihre Heimatbasis hatte die Fluggesellschaft ursprünglich in Burbank in der Nähe von Los Angeles.

## Geschichte

### National Skyways Freight Corporation
Gegründet wurde die Gesellschaft unter dem Namen National Skyways Freight Corporation am 25. Juni 1945 von Robert W. Prescott und Sam Mosher. Das Unternehmen hatte seine Basis in Long Beach (Kalifornien).
Zur Gründung im Jahre 1945 verwendete man die damals außerordentlich moderne Budd RB-1 Conestoga, das erste Frachtflugzeug mit über dem Laderaum angeordneter Pilotenkanzel und dadurch größerem nutzbaren Laderaum, das zudem komplett aus nichtrostendem Stahl bestand.
Die Maschinen waren Anfang 1945 aus dem Dienst der US Navy ausgemustert worden.

### Umbenennung
Im Jahr 1946 wurde die Firma in Flying Tiger Line umbenannt. Sieben der Budd RB-1 Conestogas wurden von Flying Tiger Line selbst als Frachter eingesetzt. Noch im selben Jahr wurde allerdings der Betrieb mit den Conestogas eingestellt.
Schon kurze Zeit später schloss man Frachtverträge mit der USAAF und die Douglas C-54 (DC-4) stieß zur Flotte. Ab 1949 wurden auch zivile Aufträge bearbeitet und die Flotte wurde um mehrere Douglas DC-3, Curtiss C-46 Commando, Douglas DC-6 und Lockheed L-1049 aufgestockt. Auf dem Flugplan waren Städte wie New York, Boston und Chicago zu finden.

### Expansion in den 1960er Jahren
Anfang der 1960er Jahre kamen auch internationale Ziele wie Tokio, Manila und Frankfurt zum Streckennetz hinzu. Im Jahr 1961 stieß die Canadair CL-44 mit Turboprop-Antrieb zur Flotte. Im Jahr 1965 zog die Gesellschaft mit ihrem Hauptsitz von Burbank nach Los Angeles um, übernahm ihre erste Boeing 707 und eröffnete damit den Frachtverkehr mit Strahlflugzeugen. Bei späteren Expansionen wurden Douglas DC-8-63F und im Jahre 1974 die erste Boeing 747-100 in die Flotte aufgenommen.

### Kauf von Seaboard World Airlines
Im Jahre 1978 begann die Flying Tiger Line Aktien der Seaboard World Airlines aufzukaufen und übernahm schließlich am 1. Oktober 1980 die Gesellschaft ganz.

### Metro International Airways
Im Jahr 1981 wurde die Tochterfirma Metro International Airways gegründet, die touristische Charterflüge im Auftrag von Reiseveranstaltern durchführte. Die Tochterfirma setzte eine Boeing 747 der Flying Tiger Line ein, die für diesen Zweck mit einer Bestuhlung ausgestattet wurde. Bei Bedarf griff Metro International Airways kurzfristig auf weitere Flugzeuge der Muttergesellschaft zurück. Das Tochterunternehmen wurde im November 1983 aufgelöst.

### Größte Frachtgesellschaft
Flying Tiger Line wurde zur größten Frachtfluggesellschaft weltweit mit Flügen in sechs Kontinente und betrieb fortan eine riesige Flotte von DC-8-63 und DC-8-73 Frachtern.

### Übernahme durch Federal Express
Die laufenden Kosten für den Unterhalt der Flotte wuchsen ab Mitte der 1980er Jahre jedoch rapide an, womit Flying Tiger Line gezwungen war, einen Teil ihrer DC-8-73-Flotte zu verkaufen. Ihr größter Konkurrent, die Gesellschaft Federal Express, erwarb am 29. Januar 1989 die Flying Tiger Line für 852 Millionen Dollar. Das Unternehmen ging im August 1989 vollständig in der Federal Express auf.

## Flotte

### Flotte bei Betriebseinstellung
Zur Zeit des Verkaufs der Gesellschaft an FedEx waren folgende Maschinen im Einsatz:
- 08 Boeing 747-100
- 13 Boeing 747-200
- 19 Boeing 727-100
- 06 Douglas DC-8-73

### Zuvor eingesetzte Flugzeuge
Vor dem Betriebsübergang setzte Flying Tiger Line auch folgende Flugzeugtypen ein:
- Boeing 707
- Budd RB-1 Conestoga
- Canadair CL-44
- Curtiss C-46 Commando
- Douglas DC-3
- Douglas DC-4
- Douglas DC-6
- Douglas DC-8-50
- Douglas DC-8-60
- Lockheed L-1049 Super Constellation

## Zwischenfälle
Von 1950 bis zum Betriebsübergang 1989 kam es bei Flying Tiger Line zu 16 Totalschäden von Flugzeugen. Bei 13 davon kamen 295 Menschen ums Leben. Beispiele:
- Am 30. Juli 1950 benötigte eine Curtiss C-46F-1-CU Commando der US-amerikanischen Flying Tiger Line (Luftfahrzeugkennzeichen N67960), gemietet von der United States Air Force (USAF), beim Start vom Denver-Stapleton Airfield (Colorado, USA) bei gutem Wetter trotz normaler Triebwerksleistung eine ganz ungewöhnlich lange Beschleunigungsstrecke bis zum Abheben. Erst kurz vor dem Ende der 2130 Meter langen Startbahn konnte der Kapitän die Maschine abheben. Während des Steigflugs schüttelte das Flugzeug auf 30 Meter Höhe stark. Knapp 600 Meter hinter dem Startbahnende kollidierte die Maschine mit dem ersten von insgesamt vier jeweils 12 Meter hohen Lichtmasten, schlug dann auf dem Boden auf und rutschte noch rund 100 Meter weiter. Das Flugzeug wurde dabei irreparabel beschädigt. Die Gründe für das schlechte Flugverhalten der Maschine konnten nicht ermittelt werden. Alle vier Insassen, je zwei Besatzungsmitglieder und Passagiere, überlebten den Unfall.[8]

- Am 7. Januar 1953 (Ortszeit) wurde eine Douglas DC-4/C-54B der Flying Tiger Line (N86574) auf dem Weg von San Francisco zum Boeing Field (Seattle) in einen Berg geflogen (CFIT, Controlled flight into terrain). Nachdem bereits die Anflugfreigabe erteilt worden war, kam die Maschine vom Kurs ab, streifte beim Anflug etwa 19 Kilometer vor dem Zielflughafen Bäume nahe dem Gipfel des Squak Mountain und stürzte in das angrenzende Tal nahe einer Farm an der Issaquah-Hobart Road. Alle sieben Insassen (vier Besatzungsmitglieder und drei Passagiere) wurden getötet.[9][10][11]

- Am 24. September 1955 wurde eine Douglas DC-4/C-54A-15-DC der Flying Tiger Line (N90433) 1600 Kilometer westlich von Honolulu (Hawaii, USA) im Pazifik notgewassert. Die Maschine war auf einem Frachtflug unterwegs zum Flugplatz Wake Island, als wegen fehlerhafter Bedienung der Tankschaltungen nacheinander drei Triebwerke ausfielen. Von den fünf Besatzungsmitgliedern, den einzigen Insassen, wurden 3 getötet.[12]

- Am 18. März 1956 wurde eine Curtiss C-46F-1-CU Commando der Flying Tiger Line (N9995F) bei einem nächtlichen Sichtanflug auf den Flugplatz Pelly Bay (Kanada) mit der linken Tragfläche in ansteigendes Gelände geflogen. Das Flugzeug wurde irreparabel beschädigt. Bei diesem CFIT (Controlled flight into terrain) überlebten beide Piloten und der einzige Passagier den Unfall.[13]

- Am 9. September 1958 verunglückte eine Lockheed L-1049H Super Constellation der Flying Tiger Line (N6920C) im Bergmassiv Ōyama (Kanagawa), 24 Kilometer südwestlich von Tokio. Mit der Maschine sollte US-amerikanische Militärfracht von Militärflugplatz Wake Island zur Luftwaffenbasis Tachikawa transportiert werden. Alle 8 Insassen, sechs Besatzungsmitglieder und zwei Passagiere, kamen ums Leben.[14]

- Am 15. März 1962 setzte eine Lockheed L-1049H Super Constellation der Flying Tiger Line (N6911C) auf dem Flughafen Adak trotz vielfacher Warnungen des Fluglotsen vor der Landebahn auf, wobei das Fahrwerk und die rechte Tragfläche abgerissen wurden. Es brach ein heftiges Feuer aus; eines der sieben Besatzungsmitglieder des Frachtflugs wurde getötet.[15]

- Am 16. März 1962 verschwand eine Lockheed L-1049H Super Constellation (N6921C) mit 107 Insassen spurlos zwischen Guam und den Philippinen im Pazifischen Ozean. Laut Angaben einer Schiffsbesatzung explodierte die Maschine im Reiseflug (siehe auch Flying-Tiger-Line-Flug 7815/13).[16]

- Am 23. September 1962 führte die Besatzung einer Lockheed L-1049H Super Constellation (N6923C) etwa 1.340 Kilometer (560 Seemeilen) westlich von Irland eine Notwasserung im Atlantischen Ozean durch. Von den 76 Insassen wurden 48 gerettet (siehe auch Flying-Tiger-Line-Flug 923).[17]

- Am 14. Dezember 1962 stürzte eine Lockheed L-1049H Super Constellation der Flying Tiger Line (N6913C) kurz vor der Landung auf dem Flughafen Burbank (Kalifornien, USA) in ein Wohngebiet. Durch den Absturz und das anschließende Feuer wurden 29 Gebäude beschädigt. Alle 5 Personen an Bord wurden getötet, ebenso 3 Anwohner.[18]

- Am 24. Dezember 1964 flogen die Piloten einer Lockheed L-1049H Super Constellation der Flying Tiger Line (N6915C) nach dem Start vom Flughafen San Francisco 7 Kilometer westlich davon in ansteigendes Gelände, statt die vorgeschriebene Linkskurve einzuleiten. Bei diesem CFIT (Controlled flight into terrain) wurden alle 3 Besatzungsmitglieder des Frachtfluges getötet.[19]

- Am 15. Dezember 1965 wurde eine Lockheed L-1049H Super Constellation der Flying Tiger Line (N6914C) in die westliche Flanke des Berges California Peak geflogen, 32 Kilometer nordöstlich von Alamosa (Colorado). Die Frachtmaschine war auf dem Flug vom Flughafen Los Angeles nach Chicago. Alle 3 Besatzungsmitglieder wurden getötet.[20]

- Am 21. März 1966 flog der Erste Offizier einer Canadair CL-44D4-2 der US-amerikanischen Flying Tiger Line (N453T) die Maschine im Anflug auf die Naval Station Norfolk (Virginia, USA) sehr steil an und setzte sie auf dem Bugfahrwerk und dem linken Hauptfahrwerk auf. Die linke Tragfläche riss ab, das Flugzeug zerlegte sich und der Rumpf kam in Rückenlage zum Stillstand. Der Erste Offizier hatte keine Lizenz für mehrmotorige Flugzeuge und nur 18 Stunden Flugerfahrung auf diesem Typ. Alle sechs Besatzungsmitglieder, die einzigen Insassen auf dem Frachtflug, überlebten den Unfall dennoch.[21]

- Am 24. Dezember 1966 wurde eine Canadair CL-44D4-1 der Flying Tiger Line (N228SW) im Anflug auf den Flughafen Da Nang in eine Siedlung geflogen, wobei 111 Menschen starben, darunter die vier Besatzungsmitglieder und 107 Personen am Boden. Es gab 50 Verletzte. Unfallursächlich war, dass der Anflug unterhalb der Wetterminima, bei Starkregen, Nebel und Nacht durchgeführt wurde, da aufgrund geringer Treibstoffreserven an eine Umkehr zu einem anderen Flughafen nicht zu denken war (siehe auch Flugunfall einer Canadair CL-44 in Đà Nẵng 1966).[22]

- Am 27. Juli 1970 führte die Besatzung einer Douglas DC-8-63AF der Flying Tiger Line (N785FT) bei schlechten Sichtverhältnissen einen Anflug mittels Präzisionsanflugradar auf die Luftwaffenbasis Okinawa-Naha durch. Dabei ließ sie das Flugzeug so weit unter den Gleitpfad sinken, dass die Maschine 670 Meter vor der Landebahn auf dem Wasser aufschlug. Bei diesem CFIT (Controlled flight into terrain) starben alle vier Besatzungsmitglieder (siehe auch Flying-Tiger-Line-Flug 45).[23]

- Am 19. Februar 1989 unterschritt ein Frachtflugzeug des Typs Boeing 747-249F im Anflug auf den Flughafen Subang in Kuala Lumpur die Mindestflughöhe. Die Maschine flog etwa 14 Kilometer südöstlich des Flughafens gegen einen Hügel. Die vier Insassen kamen bei dem Unfall ums Leben (siehe auch Flying-Tiger-Line-Flug 66).